# Fosterdiagnostik
Fosterdiagnostik (eller prænatal diagnostik) giver et sikkert svar på, om der forekommer en kromosomafvigelse eller en anden kendt arvelig sygdom hos et foster. Ved moderkage- eller en fostervandsprøve er der en risiko på ca. 1% for at abortere. De foretages derfor som regel på baggrund af enten en risikovurdering, i form af en nakkefoldsscanning og en doubletest, eller efter samtale om familiehistorien.
Moderkageprøve foretages hvis man er mellem 9 og 13 uger henne. Fostervandsprøve foretages hvis man er mellem 14 og 18 uger henne. Begge prøver er invasive og foretages ved at lægen med en tynd kanyle tager en prøve af henholdsvis moderkagen eller fostervandet. Prøven undersøges for kromosomafvigelse. Hvis der er arvelige sygdomme i familien, vil prøven også blive undersøgt for det.
Misdannelsesscanning regnes også som fosterdiagnostik. Den foretages, når man er mellem 18 og 20 uger henne. Scanningen er non-invasiv og helt ufarlig.
Inden man får foretaget fosterdiagnostik og misdannelsesscanning, bør man overveje, hvad man vil bruge resultatet til. Hvis man på forhånd har bestemt sig til, at man ikke ønsker at abortere, risikerer man at stå tilbage med oplysninger der kan forårsage en stor usikkerhed, og som man ikke kan forholde sig til eller kapere.